# Leptotarsus macarius
Leptotarsus macarius är en tvåvingeart som först beskrevs av Alexander 1963.  Leptotarsus macarius ingår i släktet Leptotarsus och familjen storharkrankar.
Artens utbredningsområde är Madagaskar. Inga underarter finns listade i Catalogue of Life.